# 圣尼科洛堡
圣尼科洛堡（義大利語：Castel San Niccolò）是意大利阿雷佐省的一个市镇。总面积82.99平方公里，人口2806人，人口密度33.8人/平方公里（2009年）。ISTAT代码为051010。